# David Hine
 (janvier 2012).
Si vous disposez d'ouvrages ou d'articles de référence ou si vous connaissez des sites web de qualité traitant du thème abordé ici, merci de compléter l'article en donnant les références utiles à sa vérifiabilité et en les liant à la section « Notes et références ».

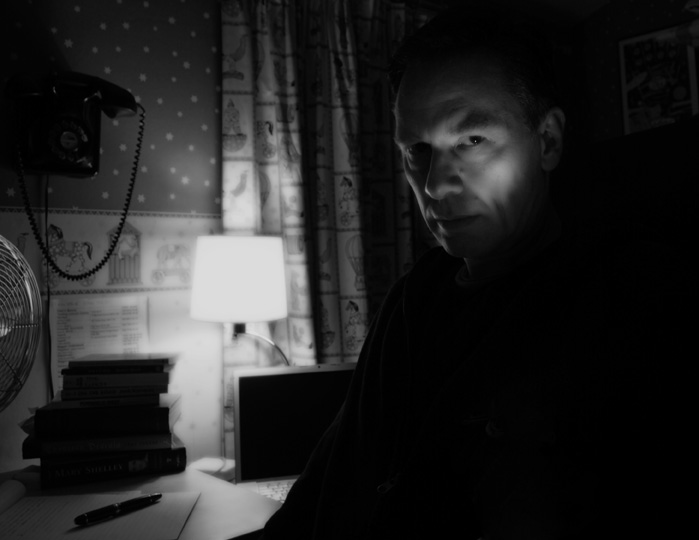
David Hine (photographié par lui-même).

David Hine est un auteur de comics britannique né le 20 mars 1956,, créateur en 2010 du super-héros français Nightrunner.

## Biographie
Actif dans les comics depuis le début des années 1980, il a commencé à travailler pour 2000 AD, le magazine qui publie la série Judge Dredd, avant de se tourner vers le marché américain. Là il réalise de nombreux comics pour Marvel Comics (X-Men: The 198, Civil War: X-Men, Inhumans, What if ?, etc.) ; pour DC Comics (The Brave and the Bold, Deathstroke, Detective Comics…) ; pour Image (Spawn du numéro 151 au 184) ; et pour des éditeurs indépendants (Atomeka, Radical Comics et autres). 

## Œuvres

### Publications en français
- X-Men hors-série (Marvel France)
  - 26. Liens de sang (2006)
  - 27. Son of M (2007)
- X-Men Extra (Marvel France)
  - 58. X-Men : Les 198 (2006)
  - 59. Génération M (2006)

- Silent War (en) dans Marvel Universe no 6 (dessin de Frazer Irving, Marvel France, 2007)
- Spider-Man Noir (coscénario de Fabrice Sapolsky, dessin de Carmine Di Giandomenico, Marvel France)
  1. Les Illusions perdues (2008)
  2. Les Yeux sans visage (2010)
- FVZA : Federal Vampire & Zombie Agency tomes 1 à 3 (dessin de Roy Allan Martinez et Kinsun Loh, Soleil, 2010)
- Green Lantern : Sans péché (dessin de Doug Braithwaite, Panini Comics, 2011)